# Daodejing
Daodejing (wym. [tɑ̂ʊ tɤ̌ tɕíŋ]ⓘ), pełna nazwa Laozi Daodejing, w skrócie Laozi (typowy starochiński zwyczaj nazywania dzieła nazwiskiem autora), najczęściej tłumaczona jako Księga Drogi i Cnoty, uznawana niekiedy za pierwszą filozoficzną księgę w języku chińskim. Jest częścią podstawowego kanonu taoizmu, systemu religijno-filozoficznego, który narodził się w Chinach w czasach panowania dynastii Zhou.
Legenda, zapisana i krytycznie omówiona przez historyka Sima Qiana, głosi, że autor Daodejingu, Laozi urodzony w r. 604 p.n.e., w wieku lat 72 lub 81 opuścił dwór jednego z chińskich królów państwa Zhou, nie zgadzając się z polityką dworską. Król po kilku tygodniach posłał za nim swojego oficera, aby sprowadził mędrca z powrotem. Laozi odmówił powrotu na dwór króla, ale aby uratować oficera przed śmiercią za niewykonanie rozkazu napisał na zwojach jedwabiu wszystkie rady, do których miał się stosować władca. Ów zwój to właśnie Daodejing. Istnieją też inne wersje tej legendy. Wielu współczesnych badaczy wątpi w to, czy Laozi był w ogóle postacią historyczną.
Do dziś nie udało się ustalić daty powstania tego jednego z najbardziej tajemniczych dzieł napisanych ludzką ręką. Argumenty na to, że nie mogło ono wyjść spod ręki jednego autora również nie znalazły jednoznacznego potwierdzenia. Najstarsze zachowane dwa egzemplarze księgi, znalezione w Mawangdui, pochodzą z lat 206–195 p.n.e. Naukowcy z reguły utrzymują, że nie powstała ona wcześniej niż w IV, albo nawet w III wieku p.n.e., co wykluczałoby bezpośrednie autorstwo (legendarnego) Laozi. 
Pierwszy kompletny przekład Daodejing na język europejski ukazał się we Francji w 1842 roku. Obiegowa opinia głosi, że jedynie Biblia doczekała się większej liczby tłumaczeń na język angielski. Także na język polski księga była tłumaczona wielokrotnie (zob. niżej).

## Treść
Księga ta – znana również jako Laozi wuqian wen (老子五千文), czyli „Księga 5000 znaków Laozi” – składa się z 81 krótkich rozdziałów, zawierających sentencje w wysokim stopniu enigmatyczne, często sprzeczne ze sobą (być może pozornie), oparte na paradoksach słownych i filozoficznych. 37 pierwszych rozdziałów nosi nazwę „Daojing” i dotyczy „Dao” (czyli: Drogi), 44 pozostałe nazywane są „Dejing” i dotyczą „De” (czyli: Cnoty). W najwcześniejszych rękopisach, odkrytych w roku 1966 w grobowcu Mawangdui, część druga poprzedza część pierwszą (czyli stanowią Dedaojing zamiast Daodejing). Pominąwszy pewną liczbę niewielkich różnic (które jednak często pozwalają rozwikłać dotychczas niezrozumiałe fragmenty), te najwcześniejsze manuskrypty zasadniczo odpowiadają klasycznej wersji tekstu (textus receptus), zachowanej w redakcji neotaoisty Wanga Bi (226–249 n.e.).
Podstawowym pojęciem występującym w księdze jest „Dao”, niezmienna zasada rządząca światem, która powoduje, że rzeczy są takie jakie są. Człowiek który pragnie osiągnąć spokój i równowagę winien podporządkować się tej zasadzie i zaakceptować ją wedle reguły wu wei (niedziałania, nieingerowania w naturalny bieg rzeczy). Ta akceptacja jest możliwa tylko poprzez wyrzeczenie się osobistych pragnień, ambicji i skłonności do narzucania swej woli innym. Cnota (de) jest jedynie umiejętnością podążania drogą, związaną z wewnętrznym „wyciszeniem się”, które zaowocuje ujrzeniem świata takim jaki jest naprawdę, nie skażonym namiętnościami i dążeniami. Dao zbudowane jest z dwóch przeciwnych sił, których nie należy rozdzielać poprzez nadawanie im nazw i moralną ocenę, gdyż zachwieje to naturalną równowagę. 
Człowiek osiąga szczęście dzięki łączeniu przeciwieństw, sam zaś powinien żyć życiem prostym, skromnym i cichym, bez dążenia do celów, a jedynie poprzez czerpanie naturalnej radości z upływającej chwili. Źródłem zła jest sztuczność i pragnienia. Człowiek winien unikać konfliktów, nawet jeżeli wierzy w swoją słuszność. Silniejszy powinien ustępować słabszemu; rację ma ten, który tej racji nie udowadnia. Dobroć okazywać winniśmy każdemu, nie tylko temu, który dobry jest dla nas (jak postulował Konfucjusz według „zasady wzajemności”). Z kolei na agresję powinniśmy reagować biernością, która tę agresję niejako unieszkodliwi. 
Ze względu na specyfikę języka chińskiego księga jest praktycznie nieprzetłumaczalna, wszystkie jej tłumaczenia są jednocześnie interpretacją i zawężają jej pierwotne znaczenie. Już pierwsze zdanie dzieła jest bardzo enigmatyczne: dao ke dao feichang dao (道可道非常道). Jest to gra słów, którą moglibyśmy przetłumaczyć jako „droga, która gdzieś prowadzi, nie jest właściwą drogą”. Innymi słowy „czyn, który wykonujemy dla osiągnięcia pewnego celu, nigdy nas do tego celu nie doprowadzi”. Gdy do czegoś dążymy, to coś wymyka się nam i drwi z naszego wysiłku. Takim samym sposobem gdy bardzo usiłujemy coś zachować, z całą pewnością to utracimy. To dlatego Laozi proponuje nam drogę pogodzenia się z losem.

## Tłumaczenia księgi na język polski
Uwaga: poniższy spis daleki jest od zupełności!
- Adam Szelągowski (1910): „Tao, czyli droga do niebios” - z języka niemieckiego.
- Jan Lemański (1921): „Tao" – przekład pomieszany z własnymi poezjami.
- Janusz Chmielewski, (Warszawa 1956) w: „Antologii literatury chińskiej”, s. 48-51 - tylko wybrane rozdziały.
- ks. Franciszek Tokarz (1960-69): „Tao têh king - Księga o Drodze i Cnocie", przekład dokonany z oryginału, z tekstem chińskim (objaśnianym znak po znaku) i własnym komentarzem filozoficznym, przekład nadal pozostaje w rękopisach w archiwum Zakładu Historii Filozofii Katolickiego Uniwersytetu Lubelskiego.
- Leon Zawadzki (1977): „Tao-Te-King: Drogi i Cnoty Księga” (wydanie powielaczowe), na podstawie rosyjskiego tłumaczenia Jan Chinszuna z 1950, wydanego przez Wydawnictwo Akademii Nauk ZSRR.
- Tadeusz Żbikowski (1987): „Tao-Te-King, czyli Księga Drogi i Cnoty” – wydane w „Literaturze na Świecie” nr 1/1987 s. 3-72.
- Elżbieta Wolicka (także: E. Wolicka-Wolszleger) (1988) „Tao - Te - Ching”, w Półroczniku Koła Naukowego Studentów Historii Sztuki KUL im. Michała Walickiego „Zwrot”, nr 1 (2)/1988 s. 58-68 i nr 2(3)/1988 s. 57-65 (rozdziały I-LVI).
- Michał Fostowicz-Zahorski (Kłodzko 1984, wyd. poprawione Wrocław 1992): „Droga” – tłumaczenie z angielskiego.
- Sebastian Musielak, Roman Bąk i Krzysztof Fordoński (Dom Wydawniczy REBIS, Poznań 2000): „Istota Tao. Wprowadzenie w podstawy taoizmu na podstawie oryginału Tao Te Ching oraz nauk wewnętrznych Chuang-tzu” – tłumaczenie z angielskiego (Thomas Cleary „The Essential Tao”).
- Piotr Madej (Kraków 2001) "Tao Te King", Wydawnictwo Miniatura - polskie tłumaczenie angielskiego przekładu Stephena Mitchella
- Jarosław Zawadzki (Szczecin 2004): „Wielka Księga Tao" - pierwszy literacki przekład z oryginału, dokonany przez sinologa.
- Anna I. Wójcik (Kraków 2005): „Księga Dao i De" - przekład z oryginału, wraz z komentarzem filozoficznym Wanga Bi. Zawiera także oryginalny tekst chiński.
- W zbiorze „Taoizm: wybór tekstów” pod redakcją Wita Jaworskiego (Kraków 1988, Biblioteka Pisma Literacko-Artystycznego) znaleźć można w przedruku cały przekład T. Żbikowskiego (s. 48-77) oraz fragmenty przekładów Fostowicza i J. Lemańskiego (s. 78-82).
- "Tao Te Cing", Aleister Crowley, Lashtal Press 2007 – przekład Krzysztofa Azarewicza z angielskiego tłumaczenia Aleistera Crowleya.
- Zdzisław Płoski (Wrocław 2008) dla Grupy Wydawniczej „Helion” w książce „Tao wojny”, Helion 2009 (przekład z jęz. ang. książki Ralpha D. Sawyera pt. „The Tao of War”): tekst podstawowy Tao te king w interpretacji Wang Chena (IX wiek n.e.), komentarze Wang Chena do tekstu podstawowego i komentarze Ralpha D. Sawyera do komentarzy Wang Chena i tekstu podstawowego.
- Wojciech P. P. Zieliński: "Tao Te Ching" (Wydawnictwo Armoryka, Sandomierz 2009) - przekład z oryginału.
- Ursula K. Le Guin (Warszawa 2010, Sic!): „Tao te king czyli Księga Drogi” - tłum. z ang. Barbara Jarząbka-Ziewiec, to poetycka wersja napisana na nowo przez Ursulę K. Le Guin we współpracy z sinologiem J.P. Seatonem, wraz z przypisami i komentarzami.
- Ursula K. Le Guin (Warszawa 2020, Prószyński i S-ka): „Lao Tzu. Księga Drogi i Dobra” - tłum. z ang. Justyna Bargielska i Jerzy Jarniewicz, drugie polskie tłumaczenie poetyckiej interpretacji amerykańskiej pisarki, z przypisami, notatkami i komentarzami[2].